# Paleis van Diego Columbus
Het Paleis van Diego Columbus (Spaans: Alcázar de Don Diego Colón of Alcázar de Colón) staat aan het plein Plaza España in de huidige stadswijk (barrio) Ciudad Colónial van de Dominicaanse hoofdstad Santo Domingo de Guzmán; Ciudad Colónial is in 1990 door UNESCO op de Werelderfgoedlijst is geplaatst onder de titel Koloniale stad Santo Domingo.
Het werd gebouwd met koraalsteen als residentie van Diego Columbus (de oudste zoon van Christoffel Columbus) nadat deze tot gouverneur van de Nieuwe Wereld was benoemd; tegenwoordig is het een museum.

## Bouwwerk
Het is niet bekend wie het paleis ontworpen heeft.
Het gebouw is in gotische stijl opgetrokken maar heeft ook renaissansistische elementen.
Het staat aan de oever van de Ozama.
Oorspronkelijk telde het gebouw 55 kamers. Hiervan zijn er nog slechts 22 over.

## Geschiedenis
In 1509 arriveerde Diego Columbus als gouverneur in Santo Domingo. De bouw van het paleis duurde van 1510 tot 1514. In de tussentijd werd Diego tot onderkoning benoemd. Tot aan 1577 hebben drie generaties van de familie Columbus het paleis bewoond. Ook bood het onderdak aan een groot aantal Spaanse Conquistadores, zoals Hernán Cortés en Pedro de Alvarado.
In 1586 werd het gebouw geplunderd door de Britse zeevaarder Francis Drake. Hierna raakte het in verval. Het gebouw begon in te storten en de overgebleven resten werden gebruikt als opslagplaats en zelfs als stal.
In 1870 werd het paleis tot nationaal monument verklaard. Maar pas in de vijftiger jaren van de twintigste eeuw werd het paleis grondig gerestaureerd.
- Virtual International Authority File: 251158206